# Waleryj Mickiewicz
Waleryj Wacławawicz Mickiewicz (biał. Валерый Вацлававіч Міцкевіч; ros. Валерий Вацлавович Мицкевич, Walerij Wacławowicz Mickiewicz) (ur. 1964 w Lidzie) – białoruski sędzia i polityk, wiceminister sprawiedliwości, zastępca szefa Administracji Prezydenta Republiki Białorusi i wiceprzewodniczący Izby Reprezentantów Zgromadzenia Narodowego Republiki Białorusi.

## Życiorys
W 1989 ukończył Białoruski Uniwersytet Państwowy. W latach 1989–1991 był aplikantem sądowym, a następnie sędzią oraz przewodniczącym sądu rejonu mińskiego i miasta Zasławia. W 2001 mianowany wiceministrem sprawiedliwości Białorusi oraz członkiem Centralnej Komisji Republiki Białorusi ds. Wyborów i Prowadzenia Referendów Krajowych. Funkcje te pełnił do 2005.
W latach 2005–2009 był dyrektorem Narodowego Centrum Działań Legislacyjnych przy Prezydencie Republiki Białorusi oraz dyrektorem Narodowego Centrum Badań Ustawodawczych i Prawnych Republiki Białorusi.
W czerwcu 2009 został mianowany zastępcą szefa Administracji Prezydenta Republiki Białorusi.
17 listopada 2019 został wybrany posłem do Izby Reprezentantów Zgromadzenia Narodowego Republiki Białorusi z okręgu Lida. Podczas pierwszego posiedzenia tej izby 6 grudnia 2019, został wybrany jej wiceprzewodniczącym.